# Zündstreifenzündung

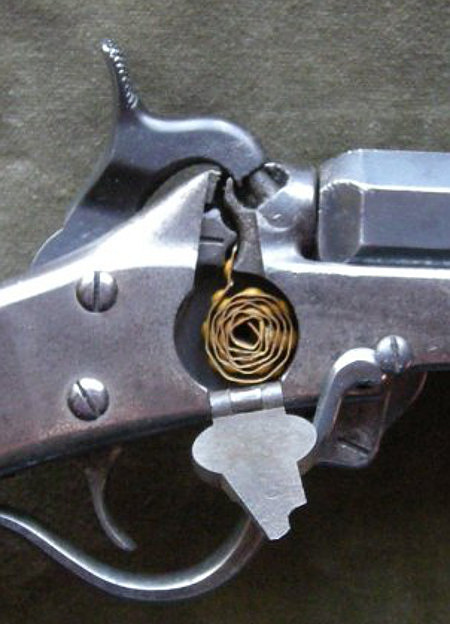
Zündkapselstreifenzündung mit Zahnradantrieb bei einem Maynard-Karabiner als Rückschloss

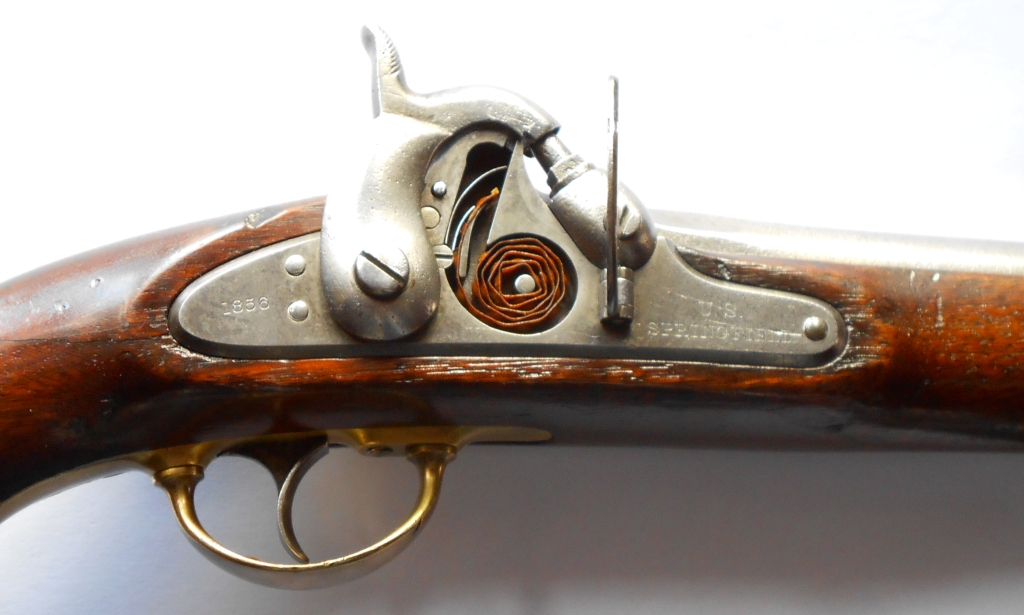
Zündkapselstreifenzündung mit Blattfederantrieb bei einem Springfield-Model-1855-Pistolen-Karabiner als Seitenschloss

Die Zündstreifenzündung (bzw. Zündband oder Zündkapselstreifen) ist eine Variante des Perkussionsschlosses. Dabei wird die Zündung nicht mit einem Anzündhütchen, sondern einem Band, auf dem sich mehrere Zündkapseln befinden, eingeleitet. Das Prinzip ist das gleiche wie bei Spielzeugknallpistolen mit Zündplättchen.
Schon kurz nach dem 1818 das Perkussionsschloss, bei dem Treibladung mittels Anzündhütchen gezündet wurde, erfunden wurde, machten sich Erfinder daran dieses zu verbessern. Zwar war das Perkussionsschloss eine deutliche Verbesserung gegenüber dem Steinschloss, aber die Erfinder sahen Verbesserungsbedarf. So musste der Soldat vor jedem Schuss das Anzündhütchen auf das Piston legen, was langsam und umständlich, insbesondere mit steifen Fingern bei kalter Witterung, war. Daher kam man auf die Idee, mehrere kleine Portionen des schlagempfindlichen Zündmittels, vornehmlich Kaliumchlorat, auf einem Band oder Streifen anzubringen.
Eines der ersten Patente in dieser Richtung wurde 1821 von Marquis Jules Cesar Hilaire Lebouef de Valdahon (auch als Künstler bekannt) eingereicht. Valdahon befestigte mehrere Zündpillen in einem Strohhalm und wickelte diesen auf. Um zu verhindern, dass eine Zündpille in einer Kettenreaktion die weiteren zündete, schnitt das Schlagstück bei der Schussauslösung ein Stück des Strohhalms ab. Eine Versuchsmuskete mit diesem Zündmechanismus wurde 1823 gebaut.
Das 1834 von Charles Louis Stanislas Heurteloup entwickelte System war dem von Valdahon ähnlich, auch mit einem abscherenden Hammer, aber das Band bestand aus einem weichen Metallröhrchen. Heurteloups erste Muskete hatte ein konventionelles, seitlich gelegenes Schloss, der Zündstreifen wurde von hinten zugeführt. Bei seinem verbesserten Entwurf befand sich das Schlagstück mittig und der Zündstreifen wurde von unten zugeführt. Im kleinen Umfang wurden Heurteloups Gewehre in Französischen, Belgischen und Russischen Streitkräften eingeführt. Die British Army testete das System in den Jahren 1837 und 1842, entschied sich aber gegen eine Einführung.
Sardinische Bersaglieri führten 1846 ein Gewehr mit dem Zündsystem ein. Hier bestand der Streifen aus Kupfer und wurde von einem drehbaren Magazin durch den Hahn geführt. Beim Abziehen schlug der Hahn mit der Zündkapsel auf einen Amboss.

## Maynard-Zündung
Die erfolgreichste Zündkapselstreifen-Zündung entwickelte 1845 der US-amerikanische Zahnarzt Edward Maynard. Maynard klebte die schlagempfindlichen Zündpillen zwischen zwei Streifen Papier. Das hatte gegenüber Heurteloups Metallband einige Vorteile. So war sichergestellt, dass die Zündpille durch das Material des Zündstreifens zuverlässig durchbrannte, auch war die aufgerollte Spule deutlich kleiner und das Schloss musste nicht so klobig ausfallen. Die Papierstreifen hatten jedoch auch einige Nachteile.
Maynards Schloss war mit der Zündkapselstreifen-Zündung zwar ungewöhnlich, war aber sonst konventionell mit Hahn und Piston ausgestattet. Dieses ermöglichte, sollte ein Zündkapselstreifen nicht verfügbar sein, gewöhnlich Zündhütchen in konventioneller Weise zu verwenden. Unter dem Hahn und Piston befand sich ein Hohlraum für aufgerollte Zündkapselstreifen. Ein freies Ende musste durch den Schützen nach oben zu einem Zahnrad durchgefädelt werden. Das Spannen des Hahns verursachte eine kleine Drehung des Zahnrads, dabei wurde jeweils das freie Ende des Streifen jeweils ein kleines Stück nach oben vor das Piston transportiert. Wurde der Abzug gedrückt, dann scherte eine scharfe Kante des Hahns ein Stück des Streifens ab und schlug gleichzeitig auf die Zündpille des Streifens. Es gab später auch ein etwas anderes Transportsystem für den Zündkapselstreifen. Dabei wurde der Streifen mittels einer kleinen Blattfeder zugeführt.
Bei trockener Witterung und ohne Verschmutzungen an der Waffe funktionierte Maynards Zündsystem zuverlässig. Im Jahre 1845 stattete die US-Regierung 300 Musketen mit dem neuen Zündsystem für eine Versuchsreihe aus. Die Erprobung war erfolgreich und die US-Regierung entschied das Zündsystem zu übernehmen. Maynard wurden als Lizenzgebühr $1 pro ausgestattete Waffe zugesichert. So wurden 60.000 Springfield Model 1855 sowie weitere Sharps Rifle und Greene Karabiner mit dem Zündsystem ausgestattet. Die Massachusetts Arms Company produzierte einen Revolver und den Maynard-Karabiner.
In der Praxis zeigten sich jedoch Schwachstellen des Systems auf. So kam es immer wieder zum Ladeproblemen beim Vorschieben des Zündstreifens. Außerdem zeigten sich die Zündstreifen anfällig für Feuchtigkeit. Zwar waren die Papierstreifen mit einer Lackschicht überzogen, aber diese schützte nicht genug. Das Ordnance Corps versuchte Zündstreifen aus Folie herzustellen, aber das verbesserte die Situation nur unwesentlich. Letztendlich wurde festgestellt, dass die Zündkapselstreifenzündung nicht robust genug für die militärische Anwendung ist; die Soldaten nutzten stattdessen die optionalen Zündhütchen.